# Castello a Mare (Palermo)
Castelo ao Mar ou Castellammare ( pronúncia [kaˌstɛllamˈmaːre] ) é uma antiga fortaleza que guardava a entrada do porto de Palermo em La Cala. Vários vestígios são visíveis, alguns dos quais abertos ao público. Há uma fortaleza normanda, um portão ou entrada fortificada e vestígios de uma sofisticada defesa renascentista em forma de estrela.

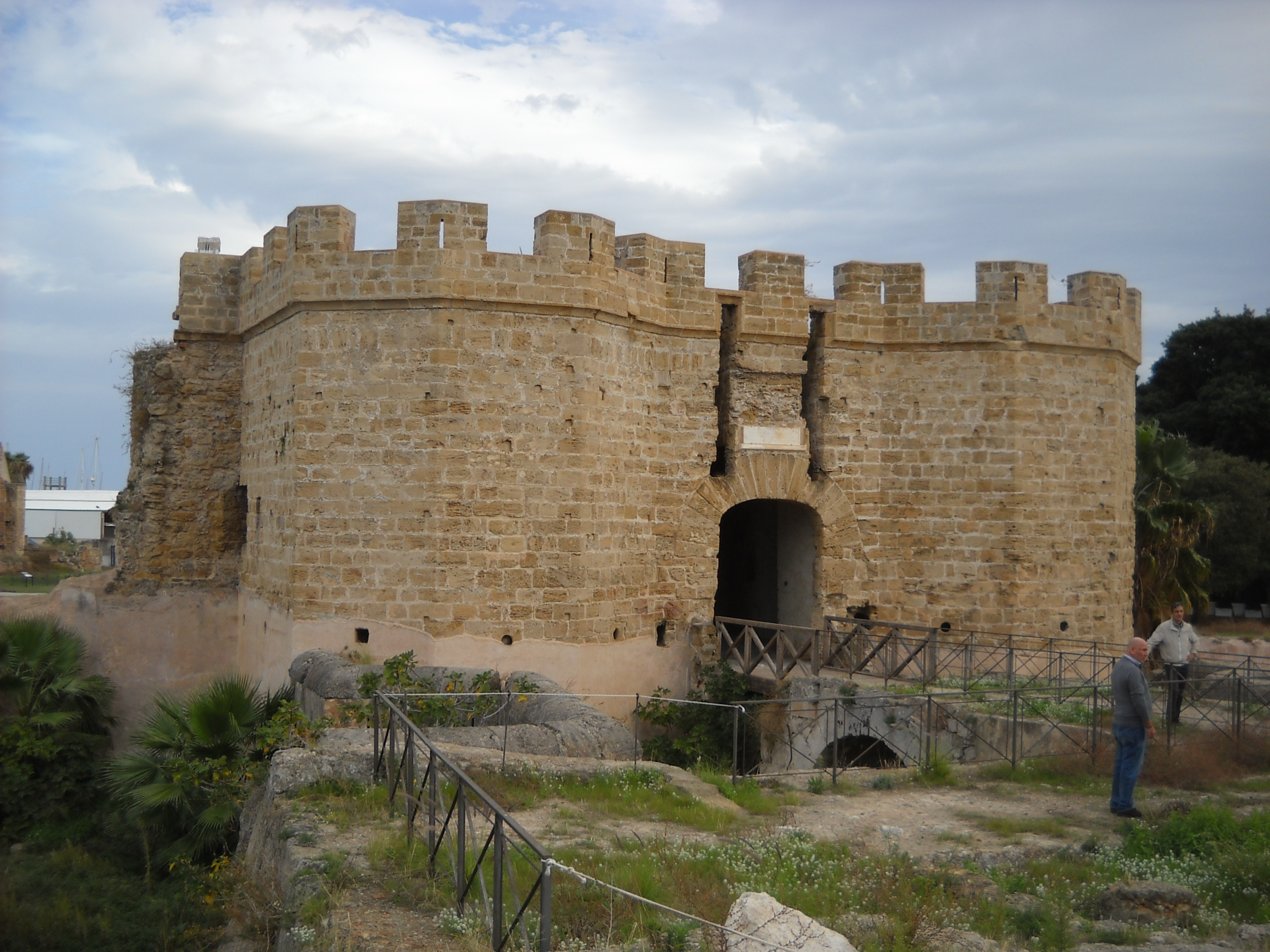
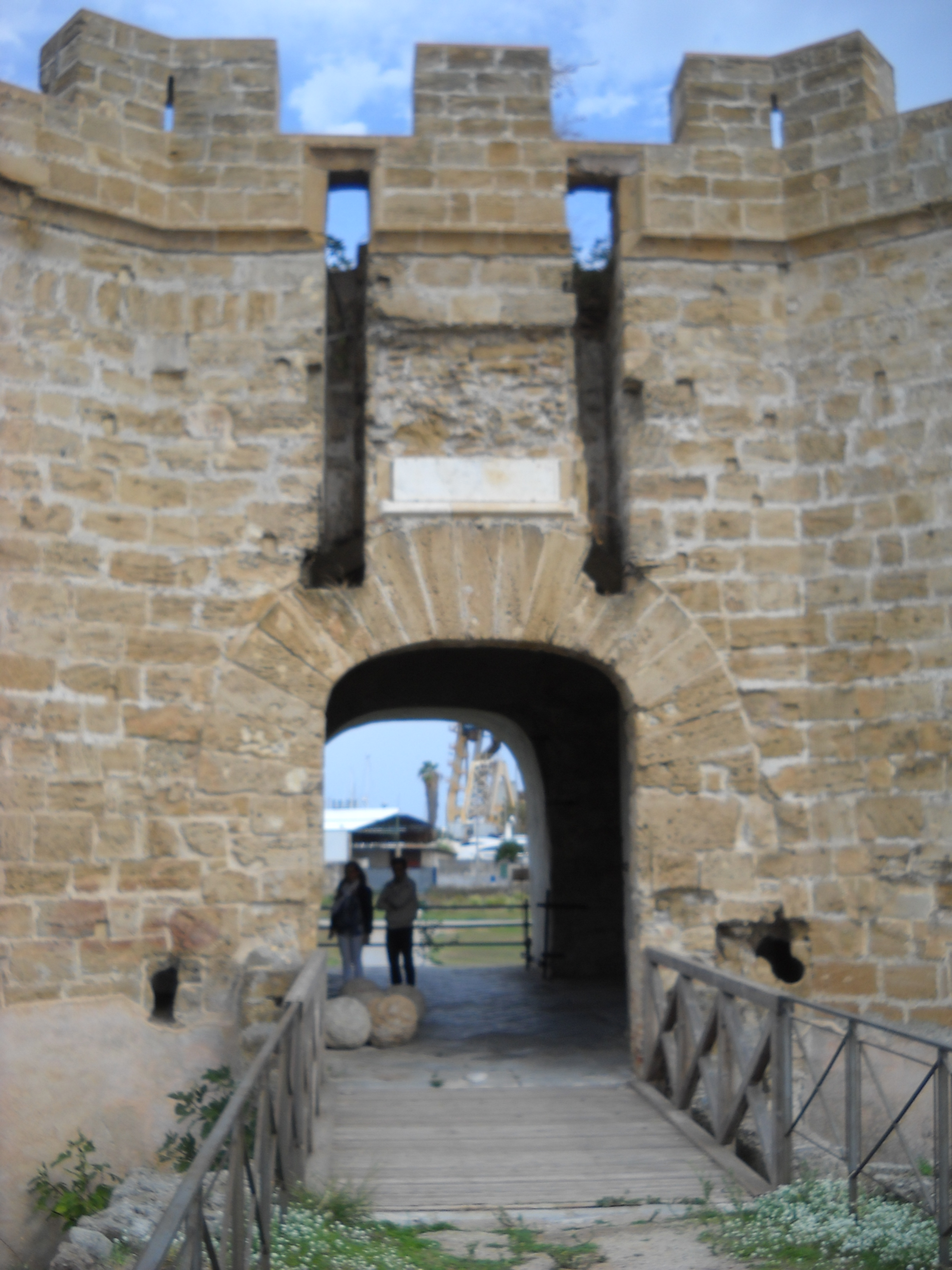
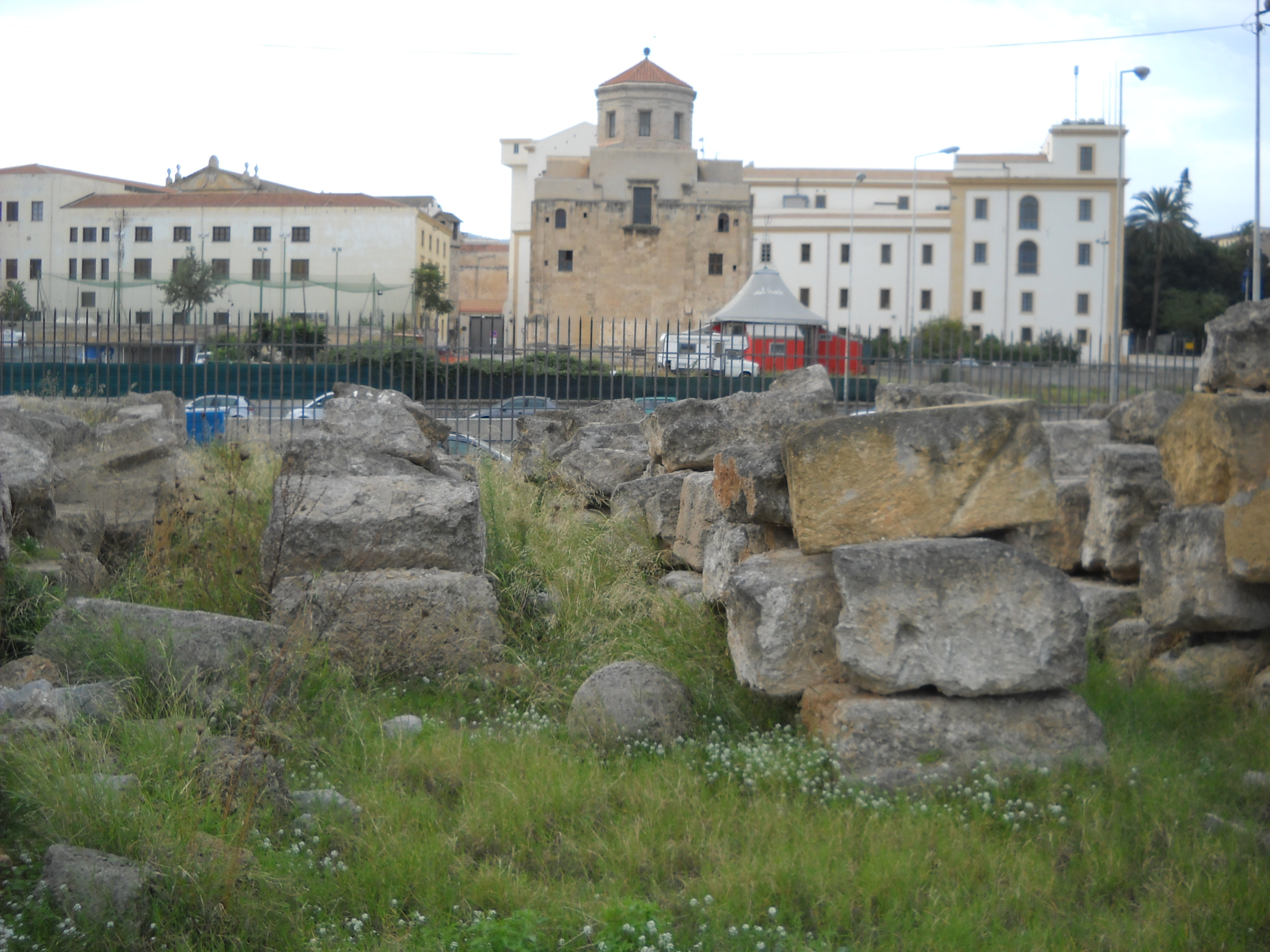